# Оф-Бродвей
Оф-Бродвей (англ. Off-Broadway, укр. Поза Бродвеєм) — професійний театральний термін, що означає будь-яке професійне театральне приміщення на Мангеттені у Нью-Йорку місткістю від 100 до 499 осіб включно. Такі театри менші за театри Бродвею, але більші за театри Оф-оф-Бродвею, що вміщують до 100 осіб.
«Оф-Бродвей» — це також постановка вистави, мюзиклу чи іншого шоу, яке з'являється у такому місці та відповідає відповідним профспілковим та іншим контрактам.
Деякі шоу, які мають прем'єру Оф-Бродвей, згодом переїжджають на Бродвей.
Рух Оф-Бродвей розпочався у 1950-х роках як реакція на комерційність Бродвею та забезпечив менш дорогі місця для проведення вистав, де свого часу працювали багато майбутніх зірок Бродвею. У 1959 році була заснована Ліга Оф-Бродвей, метою якої стала підтримка та сприяння театральним постановкам, що випускаються в театрах Оф-Бродвей та виконання ролі колективного голосу її членів задля досягнення цих цілей.
Велика кількість Оф-Бродвей шоу мали продовження у вигляді постановки на Бродвеї, серед них такі успішні мюзикли, як Hair, Godspell, Little Shop of Horrors, Sunday in the Park with George, Rent, Grey Gardens, Urinetown, Avenue Q, The 25th Annual Putnam County Spelling Bee, Rock of Ages, In the Heights, Spring Awakening, Next to Normal, Hedwig and the Angry Inch, Fun Home, Hamilton, Dear Evan Hansen, та Hadestown. Зокрема, два з них, які стали бродвейськими хітами, Grease та A Chorus Line, спонукали інших продюсерів до того, щоб робити прем'єри своїх шоу спочатку саме на Оф-Бродвей.